# Лук кириндский
Лук кириндский (лат. Allium kirindicum) — многолетнее травянистое растение, вид рода Лук (Allium) семейства Луковые (Alliaceae).

## Распространение и экология
В природе ареал вида охватывает горные районы Туркменистана и Ирана.

## Ботаническое описание
Луковица яйцевидная, диаметром 1—1,5 см, наружные оболочки сероватые, бумагообразные, с тонкими, расставленными, параллельными жилками. Стебель высотой 15—25 см, одетый одним—пятью, обычно двумя, нижними шероховатыми, верхними —, часто, гладкими влагалищами, из которых верхнее чаще превышает основание зонтика и симулирует чехол, реже достигает только до половины стебля.
Листья нитевидные, желобчатые, шероховатые, не превышают зонтика, верхний — укороченный.
Чехол остающийся, в несколько раз короче зонтика, очень коротко заострённый. Зонтик пучковатый или пучковато-полушаровидный, немногоцветковый, рыхлый. Цветоножки очень тонкие, почти равные, в три—пять раз длиннее околоцветника, при основании с прицветниками. Листочки трубчато-колокольчатого околоцветника длиной 4—5 мм, почти равные, белые или очень светло-розовые, с сильной грязно-пурпурной жилкой, продолговато-ланцетные, туповатые, внутренние немного шире. Нити тычинок немного или до полутора раз длиннее листочков околоцветника, на треть между собой и с околоцветником сросшиеся, цельные, треугольно-шиловидные, почти равные. Столбик не выдается из околоцветника.
Незрелая коробочка в полтора раза короче околоцветника.

## Таксономия
Вид Лук кириндский входит в род Лук (Allium) семейства Луковые (Alliaceae) порядка Спаржецветные (Asparagales).
|  |                                      |  |                                                             |                                                             |                   |  | ещё 24 семейства (согласно Системе APG II) | ещё 24 семейства (согласно Системе APG II) |                     |  |  |  | ещё более 870 видов |
|  |                                      |  |                                                             |                                                             |                   |  | ещё 24 семейства (согласно Системе APG II) | ещё 24 семейства (согласно Системе APG II) |                     |  |  |  | ещё более 870 видов |
|  |                                      |  |                                                             | порядок Спаржецветные                                       |                   |  |                                            |                                            | род Лук             |  |  |  |                     |
|  |                                      |  |                                                             | порядок Спаржецветные                                       |                   |  |                                            |                                            | род Лук             |  |  |  |                     |
|  | отдел Цветковые, или Покрытосеменные |  |                                                             |                                                             | семейство Луковые |  |                                            |                                            | вид Лук кириндский  |  |  |  |                     |
|  | отдел Цветковые, или Покрытосеменные |  |                                                             |                                                             | семейство Луковые |  |                                            |                                            |                     |  |  |  |                     |
|  |                                      |  | ещё 44 порядка цветковых растений (согласно Системе APG II) | ещё 44 порядка цветковых растений (согласно Системе APG II) |                   |  |                                            | ещё около 300 родов                        | ещё около 300 родов |  |  |  |                     |
|  |                                      |  |                                                             | ещё 44 порядка цветковых растений (согласно Системе APG II) |                   |  |                                            |                                            | ещё около 300 родов |  |  |  |                     |